# Reinhard Köstlin
Reinhard Köstlin (* 11. April 1875 in Langenbeutingen; † 31. Januar 1957 in Schwarzenberg-Schönmünzach) war ein deutscher Jurist und Verwaltungsbeamter und Präsident im württembergischen Staatsministerium.

## Leben und Beruf
Reinhard Köstlin entstammt der mehrheitlich in Württemberg ansässigen evangelischen Theologen- und Beamtenfamilie Köstlin. Er wurde als Sohn des Dekans Friedrich Köstlin (1845–1932) und der Emma Süskind (1849–1919) geboren und besuchte die Volksschule in Langenau und das Eberhard-Ludwigs-Gymnasium in Stuttgart. Von 1893 bis 1897 studierte er an den Universitäten Tübingen und München. Ab 1897 war er Referendar beim Oberamt Backnang und ab 1899 stellvertretender Amtmann beim Oberamt Geislingen. Von 1900 an war er zunächst stellvertretender und ab 1903 planmäßiger Amtmann bei der Stadtdirektion Stuttgart.
Ab 1905 wurde er für den Kolonialdienst in Deutsch-Ostafrika beurlaubt, wo er 1909 zum Bezirksamtmann beim Gouvernement ernannt wurde. Aus den Kolonien zurückgekehrt, leitete er ab 1919 als Oberamtmann das Oberamt Neckarsulm. 1920 erhielt er durch das Reichsministerium für Wiederaufbau den Titel Geheimer Regierungsrat. 1923 wurde er in das württembergische Ministerium des Innern berufen, und 1924 wechselte er als Oberregierungsrat in das Arbeits- und Ernährungsministerium. Dem Verwaltungsgerichtshof wurde er 1931 als Hilfsrichter zugeteilt. Nach seiner Beförderung zum Ministerialrat 1933 wurde er von 1934 bis zum Eintritt in den Ruhestand 1944 Präsident im Staatsministerium Württemberg.
Reinhard Köstlins Verdienste lagen maßgeblich an der Neufassung, Überarbeitung und Herausgabe landesrelevanter Gesetze und Verordnungen im Einklang mit Bestimmungen des Deutschen Reiches und einiger wichtiger der Länder wie Preußen, Bayern, Sachsen, Baden, Hessen und Thüringen, die er vornehmlich während seiner Zeit im Ernährungsministerium verfasste und publizierte.
Reinhard Köstlin gehörte seit seiner Tübinger Studentenzeit der Akademischen Verbindung Igel Tübingen als Bundesbruder an.

## Schriften (Auswahl)
- Das Recht der deutschen Staatsangehörigkeit mit besonderer Berücksichtigung Württembergs dargestellt unter Benützung der Akten des Kgl. württembergischen Ministeriums des Innern. Wilhelm Bazille/Reinhard Köstlin, Kohlhammer, Stuttgart 1902
- Das württembergische Beamtengesetz vom 21. Januar 1929 mit Einführung und Erlass nebst den Vollzugsverordnungen und den wichtigsten sonstigen beamtenrechtlichen Vorschriften. Kohlhammer, Stuttgart 1929
- Das Besoldungsgesetz für die württembergischen Staatsbeamten vom 19. April 1928, mit Einführung und Erläuterungen nebst den Ausführungsverordnungen und den wichtigsten sonstigen besoldungsrechtlichen Vorschriften, hrsg. von Reinhard Köstlin u. Oskar Schmid. Kohlhammer, Stuttgart 1930
- Das Gaststättengesetz vom 28. April 1930. 5 Bände. Kohlhammer, Stuttgart
- Das Milchgesetz vom 31. Juli 1930. 3 Bände. Kohlhammer, Stuttgart 1931
- Die Landesgebührenordnung vom 22. Dezember 1930 samt den Vollzugsvorschriften. Kohlhammer, Stuttgart 1931